# 京南宾馆
京南宾馆（中央军委机关事务管理总局招待局第三招待所），位于北京市西城区白广路头条1号，隶属中央军委机关事务管理总局招待局。

## 简介
该宾馆原称中国人民解放军总参谋部管理保障部招待局第三招待所（京南宾馆），隶属中国人民解放军总参谋部管理保障部招待局。在深化国防和军队改革中，2016年1月组建中央军委机关事务管理总局，该宾馆转隶中央军委机关事务管理总局招待局，称中央军委机关事务管理总局招待局第三招待所（京南宾馆）。
2016年，中央军委机关事务管理总局招待局第三招待所（京南宾馆）获评为中央和北京市的北京地区（城六区）2016-2018年度会议定点单位。